# Пенигеевская
Пенигеевская — нежилая деревня в Шенкурском районе Архангельской области. Входит в состав муниципального образования «Шеговарское».

## География
Деревня расположена в южной части Архангельской области, в таёжной зоне, в пределах северной части Русской равнины, в 31 километрах на север от города Шенкурска, на правом берегу реки Ледь, при впадении в неё ручья Ворбас. Ближайшие населённые пункты: на востоке деревня Одинцовская, на северо-западе деревня Степинская.
Часовой пояс
Пенигеевская, как и вся Архангельская область, находится в часовой зоне МСК (московское время). Смещение применяемого времени относительно UTC составляет +3:00.

## Население
| 2002 | 2010 | 2012 |
| ---- | ---- | ---- |
| 0    | →0   | →0   |

## История
В деревне Пенигеевской находились храмы Ямскогорского прихода, который был впервые упомянут в грамоте царя Алексея Михайловича от 28 января 1646 года об образовании Шеговарского прихода. В этом документе приход назывался Никольским, по главной церкви. Название «Ямскогорский» приход получил в конце XVIII - начале XIX веков, когда близ деревни Золотиловская, на высокой горе была открыта ямская станция, называвшаяся «Ям гора».
Указана в «Списке населенных мест Архангельской губернии к 1905 году» как деревня Пинишеевская (Ворбасъ). Насчитывала 5 дворов, 20 мужчин и 23 женщины. Также помечено, что здесь находилось волостное правление. В административном отношении деревня входила в состав Ямскогорского сельского общества Ямскогорской волости(образовалась 1 января 1889 года путём выделения из Предтеченской волости.
На 1 мая 1922 года в поселении 7 дворов, 19 мужчин и 19 женщин.
В 2004 году деревня вошла в состав Ямскогорского сельского поселения. 2 июля 2012 года деревня Пенигеевская вошла в состав Шеговарского сельского поселения в результате объединения муниципальных образований «Шеговарское» и «Ямскогорское».

## Достопримечательности
Церковь Вознесения Господня  Объект культурного наследия № 2900568000  — каменный двухэтажный пятиглавый храм, построенный в период с 1826 по 1850 годы.  Представляет собой двусветный четверик, завершённый крупным пятиглавием, с полукруглой апсидой, небольшой трапезной связанный с колокольней.
Церковь Илии Пророка  Объект культурного наследия № 2900567000  — деревянная кладбищенская церковь, построенная в 1845 году на срубе ранее существовавшего здесь храма. В настоящее время перекрытия обвалились, церковь находится в руинированном состоянии.

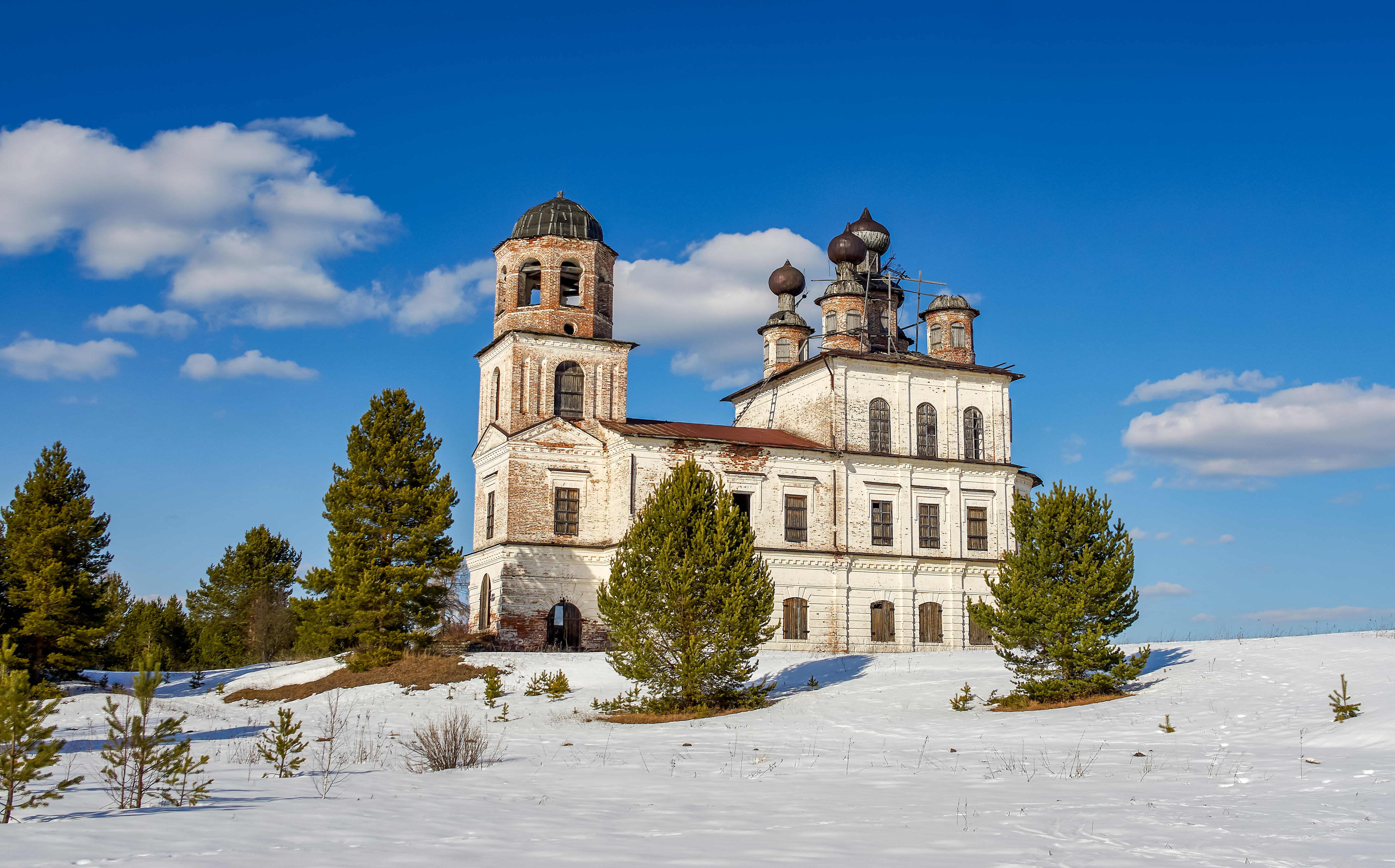
Фотография церкви в 2016 году